# Leptonema lojaense
Leptonema lojaense là một loài Trichoptera trong họ Hydropsychidae. Chúng phân bố ở vùng Tân nhiệt đới.